# Goofy na wakacjach
Goofy na wakacjach (ang. A Goofy Movie) – amerykański animowany film komediowy w reżyserii Kevina Limy z 1995 roku wyprodukowany przez Walt Disney Animation France, Walt Disney Animation Australia i Walt Disney Feature Animation dla wytwórni Walt Disney Pictures. Film został zrealizowany jako kontynuacja serialu animowanego Goofy i inni.
Premiera filmu w Polsce odbyła się 12 lipca 1996 roku.
W roku 2000 został wydany sequel produkcji w formacie direct-to-video pod tytułem Goofy w College’u.

## Fabuła
Tuż przed końcem roku szkolnego Max zakochuje się w Roxanne. Chciałby umówić się z nią na randkę, ale jednak w tym samym czasie Goofy postanawia zabrać go na ryby. Max zastanawia się, co powinien zrobić, żeby pomimo planów taty jego próby spotkania ze swoją miłością doszły do skutku.

## Obsada głosowa
- Bill Farmer – Goofy Goof
- Jason Marsden – Maximilian „Max” Goof (dialogi)
- Aaron Lohr – Maximilian „Max” Goof (śpiew)
- Kellie Martin – Roxanne
- Rob Paulsen – Pajda
- Jim Cummings – Pete
- Pauly Shore – Robert „Bobby” Zimmeruski
- Jenna von Oÿ – Stacey
- Tevin Campbell – Powerline
- Wallace Shawn – dyrektor Mazur (dialogi)
- Peter Saunders – dyrektor Mazur (śpiew)
- Frank Welker – Yeti
- Julie Brown – Lisa
- Joey Lawrence – Chad
- Jo Anne Worley – panna Maples
- Pat Buttram – emcee
- Kevin Lima – Lester
- Robyn Richards – dziewczynka na Muzycznym Spędzie Lestera
- Klee Bragger – chłopiec
- Florence Stanley – kelnerka
- Herschel Sparber – ochroniarz
- Brittany Alyse Smith – mała dziewczynka
- Wayne Allwine – Myszka Miki